# Голеняви
Голеняви (пол. Goleniawy) — село в Польщі, у гміні Загнанськ Келецького повіту Свентокшиського воєводства.